# 가남로 (인천)
가남로(Ganam-ro)는 인천광역시 서구 가정동에서 가좌동까지 이르는 도로이다. 또한 해당 도로는 국도 제6호선, 국도 제77호선, 국가지원지방도 제98호선을 전 구간에 걸쳐 지정된 상태이다. 또한 루원시티 개발 공사로 인해 가남로의 일부 구간이 서곶로가 이설되면서 약간 잘려 있는 상태로 되어 있다.

## 개요
가좌 나들목 교차로 부근에서는 왕복 4~6차선이며, 그 이후로부터 석남역 북부의 1번째 육교까지에 한하여 일방통행이 적용된다. 다만 그 후로부터 가정동 옛 주유소까지는 왕복 2차선 도로로 구성되어 있다. 향후 해당 도로는 옆에 놓인 인천대로(구 경인고속도로)가 기존의 가남로를 대신하여 국도로 지정될 수도 있다.

## 통과하는 지자체
- 서구
  - 가정동 - 석남동 - 가좌동

## 접촉하는 도로
- 서곶로
- 길주로
- 건지로
- 백범로
- 장고개로 (국도 제6호선, 국도 제77호선, 국가지원지방도 제98호선의 각 일부)

## 주변에 있는 시설
※ 루원시티 개발로 인해 일부 지역은 제외한다.
- 인천국민안전체험관
- 인천서부경찰서 가정지구대
- 우진기업
- 가나중고전동공구
- 남도가든
- 두리전기인력센터
- 삼우타운빌라
- 석남동 현광아파트
- 서구노인복지관
- 옥토교회
- 세움캐슬오피스텔
- 해경오루채
- 그리스모텔
- 앤썸부억가구
- 티스테이션 석남점
- KT 석남지사
- GT스타
- GS칼텍스 대성인천주유소
- 지성장로교회
- GS칼텍스 서울가스
- 금강자동차종합정비센타
- 영창테크노타운
- 대명아이티에스 인천공장
- 가좌 나들목

## 철도 연계역
- 인천 도시철도 2호선 : 가정중앙시장역, 석남역, 서부여성회관역, 인천가좌역
- 서울 지하철 7호선 : 석남역

## 같이 보기
- 국도 제6호선
- 인천대로 (구 경인고속도로)
- 가석로